# Dimeria jainii
Dimeria jainii är en gräsart som beskrevs av Sreek., V.J.Nair och N.Chandrasekharan Nair. Dimeria jainii ingår i släktet Dimeria och familjen gräs. Inga underarter finns listade i Catalogue of Life.